# Nobukazu Kuriki
Nobukazu Kuriki (jap. 栗城 史多, Kuriki Nobukazu; geboren 9. Juni 1982 in Imakane, Unterpräfektur Hiyama, Japan; gestorben am 20. oder 21. Mai 2018 in der Nähe des Camps 2 am Mount Everest) war ein japanischer Bergsteiger. 
Kuriki studierte Soziologie an der Internationalen Universität Sapporo. Während des Studiums begann er auch mit dem Bergsteigen, im Jahr 2004 hat Kuriki den Mount McKinley im Alleingang bestiegen. Im Jahr darauf folgten mit dem Aconcagua, Elbrus und Kilimandscharo weitere Berge der Seven Summits gefolgt 2006 von der Carstensz-Pyramide. 2007 begann er mit Soloersteigungen von 8000ern ohne zusätzlichen Sauerstoff wie dem Cho Oyu (2007), Manaslu (2008) und Dhaulagiri (2009). Seit 2009 versuchte er, in jedem Herbst allein ohne zusätzlichen Sauerstoff den Mount Everest zu erklettern, wobei er diese Versuche, wie auch seine anderen Touren, im Internet live streamte. Im Jahr 2012 verlor er bei einem Everest-Versuch neun Fingerkuppen. Für seinen sechsten, ebenfalls gescheiterten Versuch, erhielt er 2015 als Erster nach dem Erdbeben in Nepal 2015 eine Genehmigung zu dessen Besteigung. Das letzte Lebenszeichen von Nobukazu Kuriki wurde bei seinem achten Versuch, den Mount Everest zu besteigen, am 20. Mai 2018 um 23:30 Uhr empfangen. Am 21. Mai wurde er tot in seinem Zelt in der Nähe des Camps 2 auf 7400 Metern Höhe aufgefunden.